# Lepanthes arachnion
Lepanthes arachnion é uma espécie de orquídea (Orchidaceae) dispersa do México ao Panamá.